# Fasciació
Es coneix per fasciació un singular fenomen que pateixen moltes plantes, i que es caracteritza pel desenvolupament sense mesura de les tiges, adquirint formes força originals. Hi destaquen les "cristacions" i les "monstruositats".
L'origen de la fasciació és divers, en alguns gèneres sembla estar vinculat a alteracions genètiques, però en altres plantes pot donar-se per causes físiques (un tall de sega), químiques o biològiques (alguns paràsits microbians produeixen una abundància d'hormones). A la natura apareixen de manera espontània. Normalment són plantes que no produeixen flors i la seva reproducció ha de fer-se per esqueix o empelt.
En les cactàcies és molt freqüent. Les varietats anomenades cristata són habituals en el gènere Mammillaria sp., si bé pot trobar-se en altres gèneres. Resulten perfectament identificables pel seu aspecte de cresta de gall que adquireix la part alterada.
Les monstruositats són deformacions desmesurades de la tija, produint-se escorçaments de les ramificacions alhora que s'inicia un engruiximent irregular. Cereus peruvianus aconsegueix una de les "monstruositats" més habituals.

## Galeria

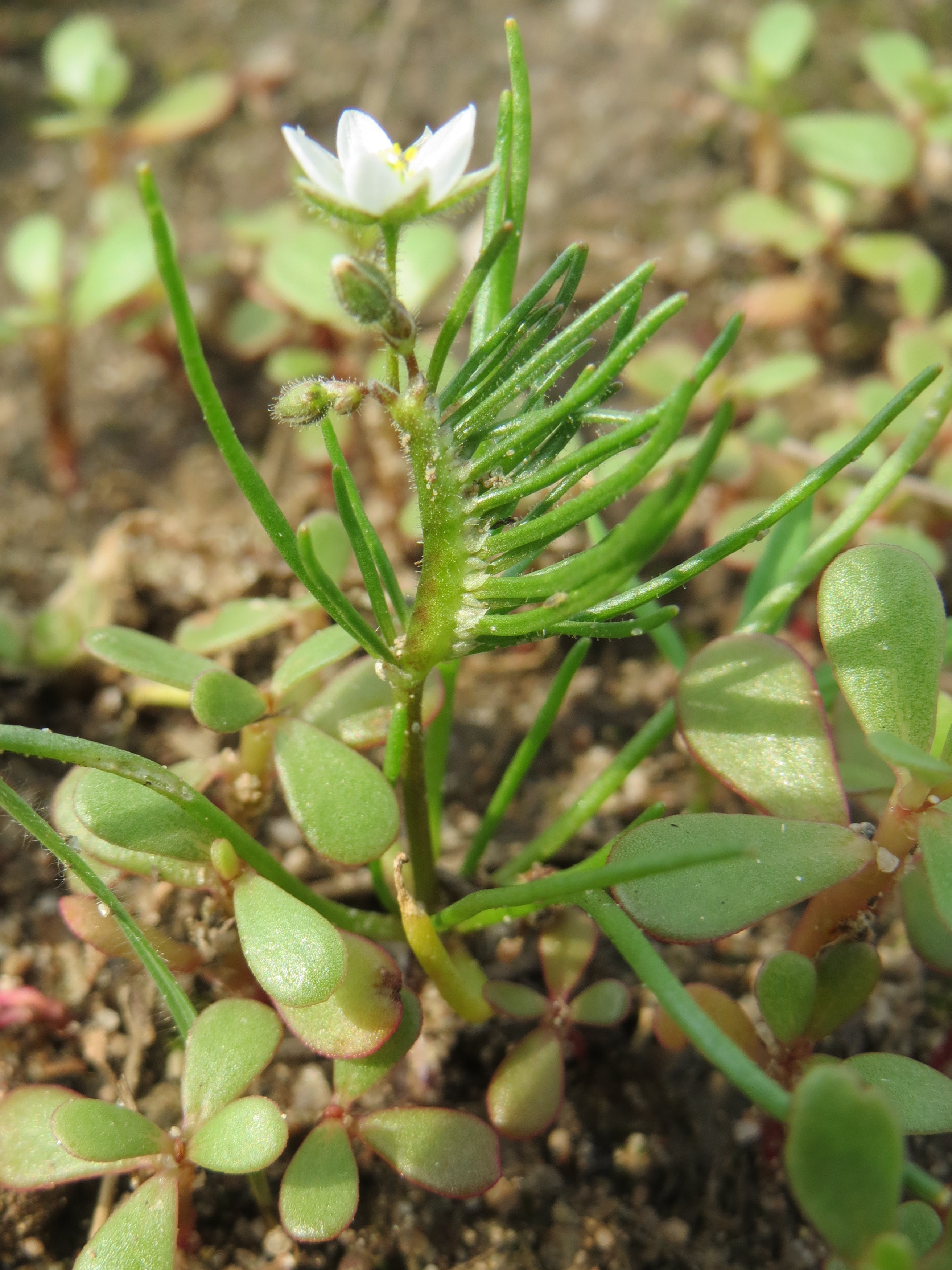
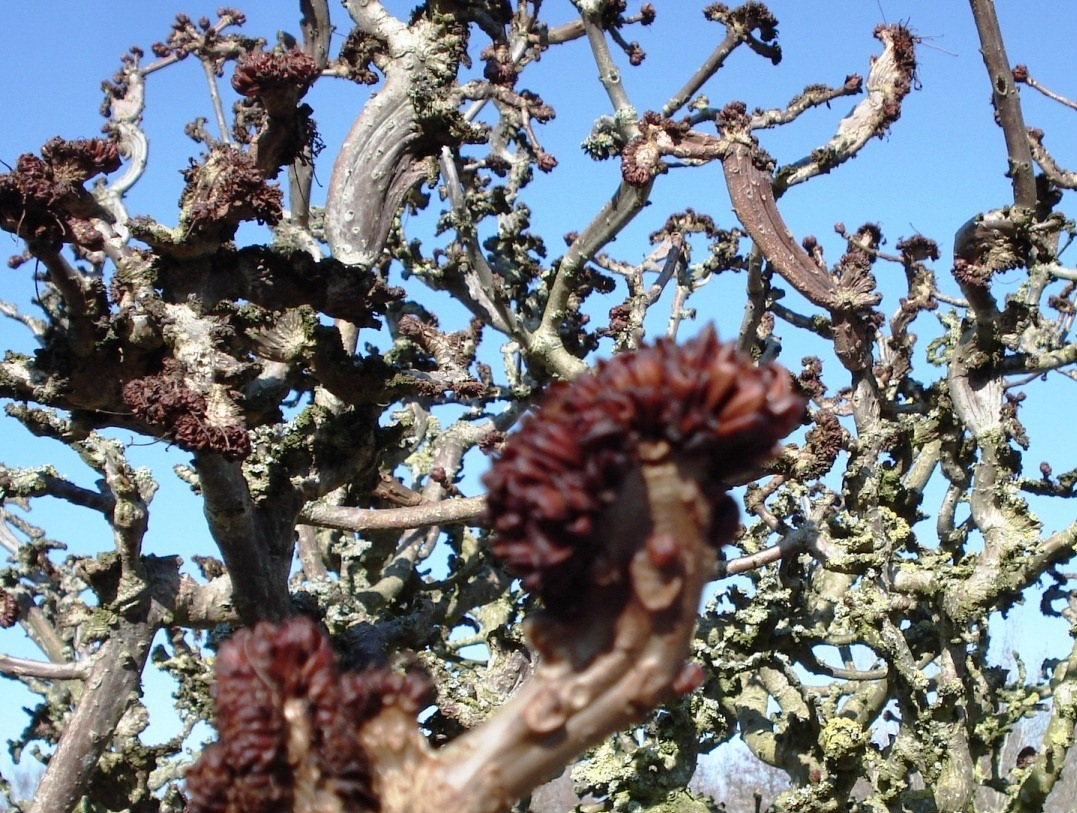
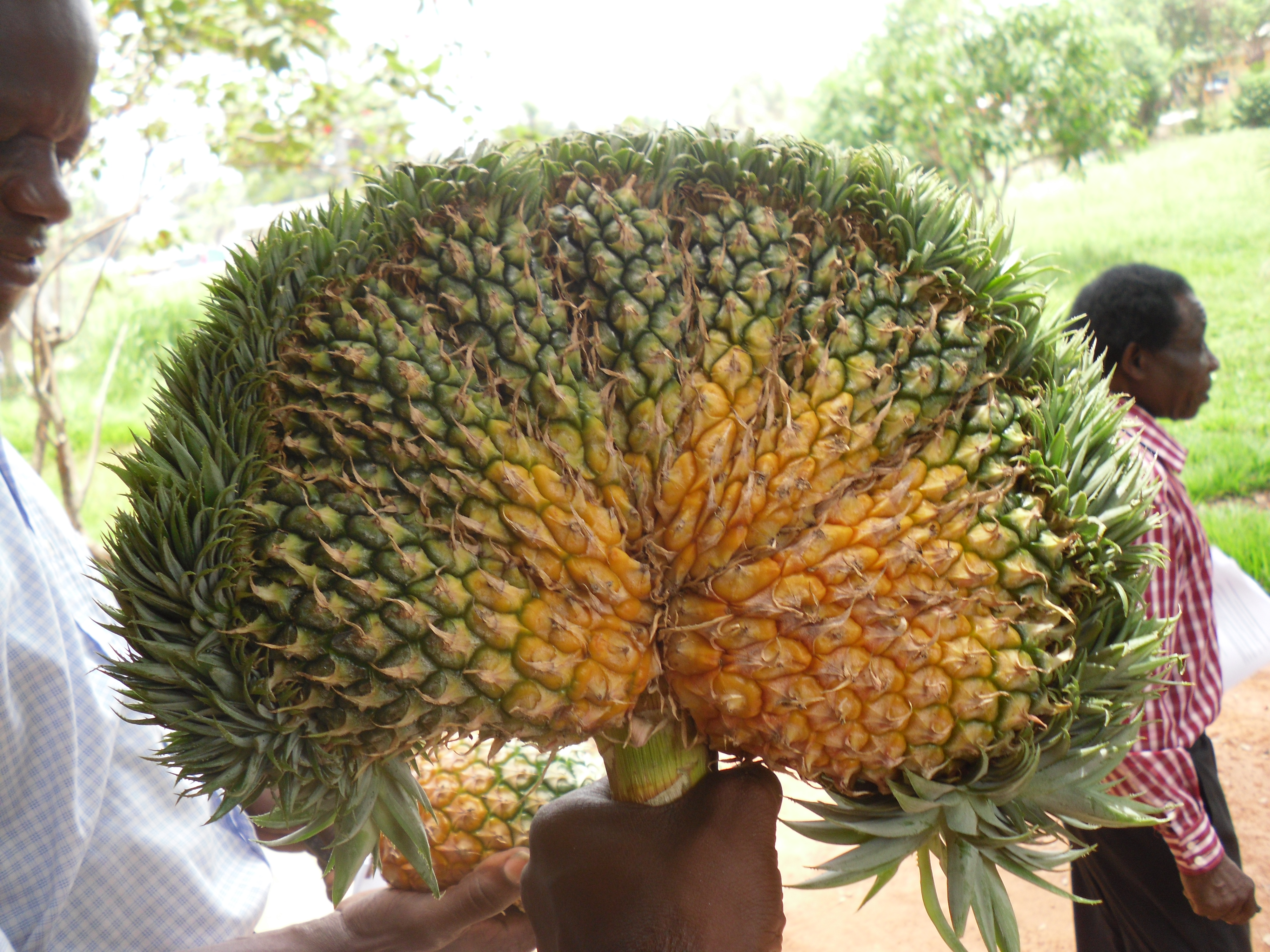
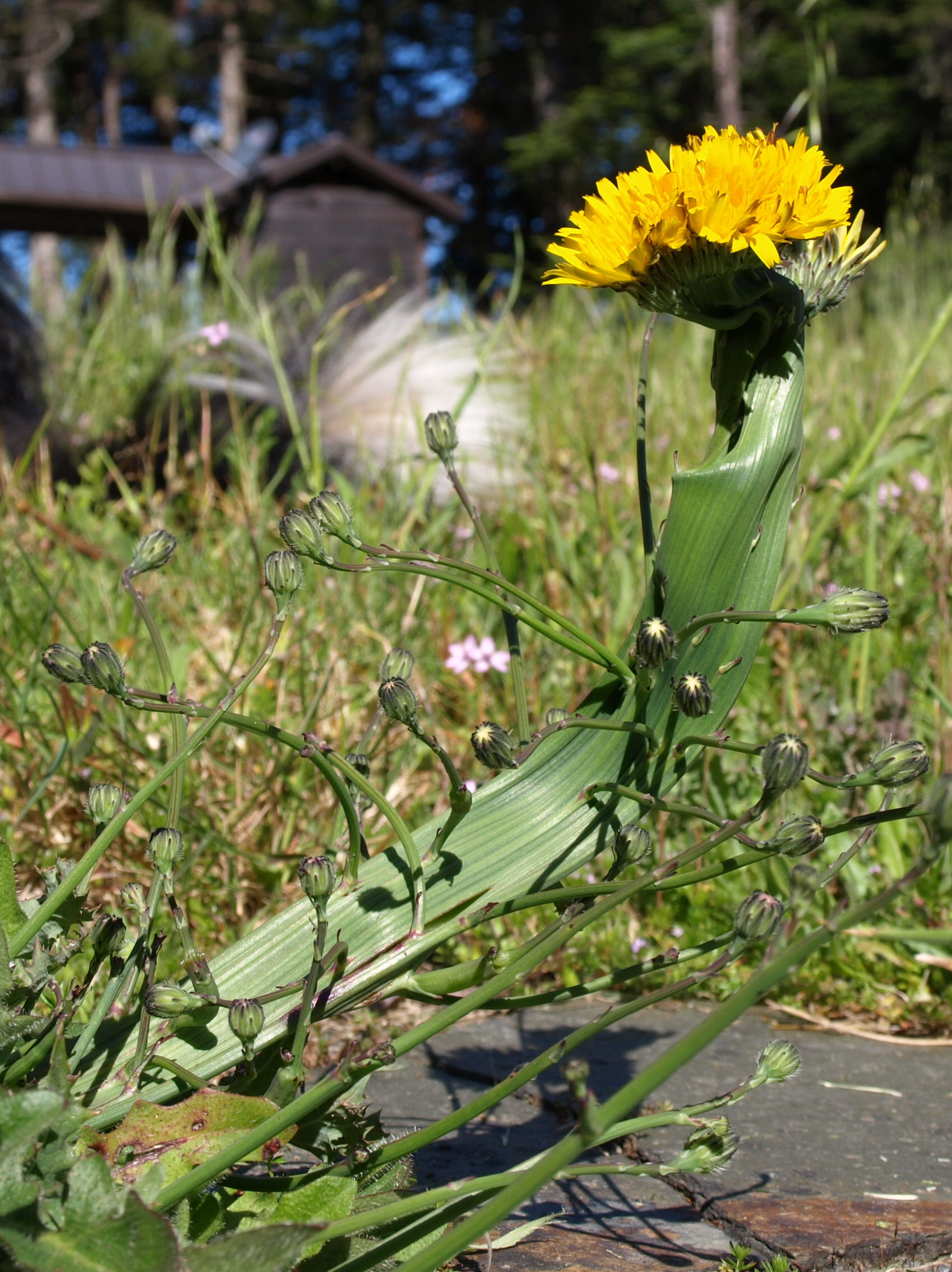
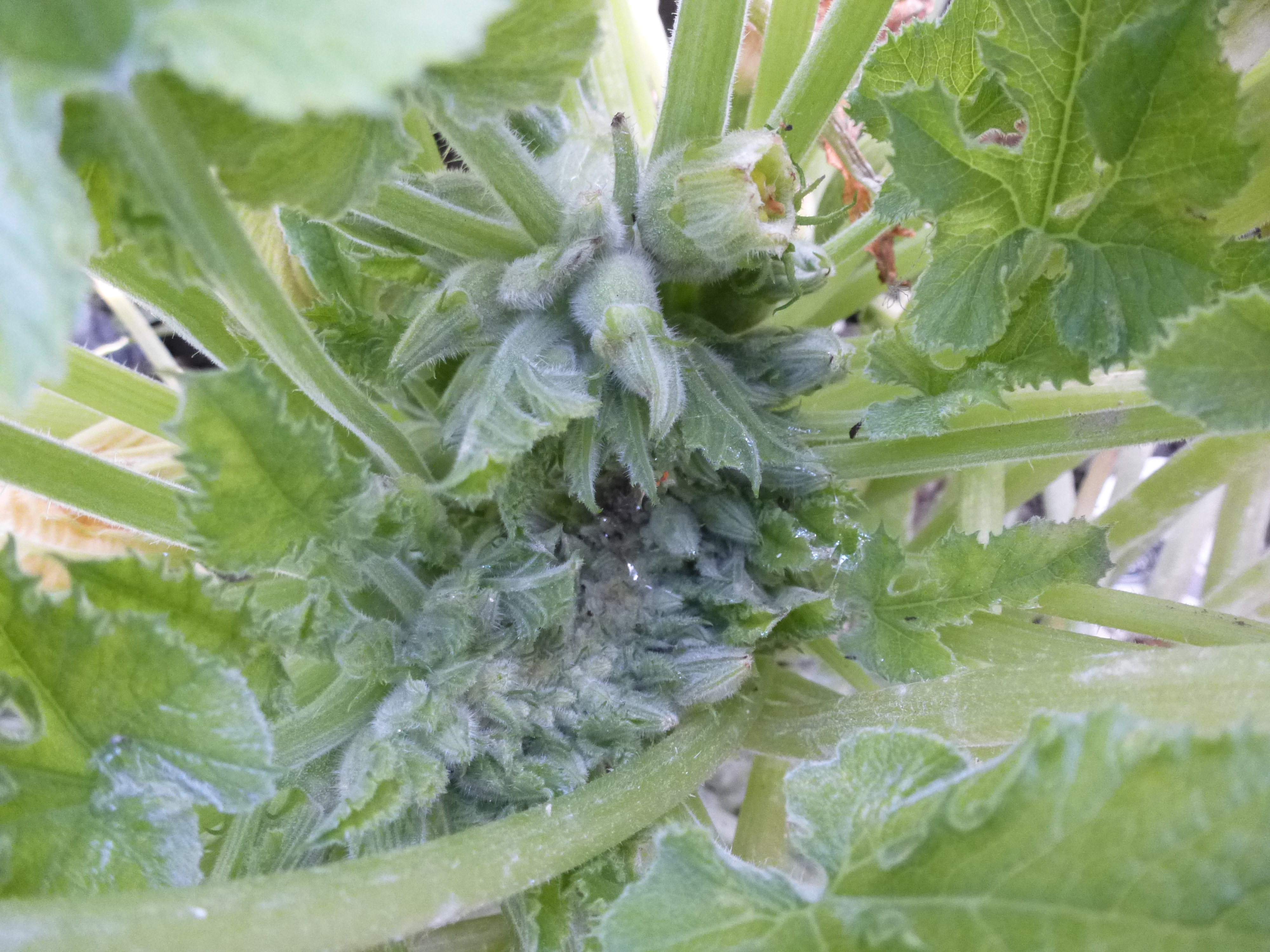
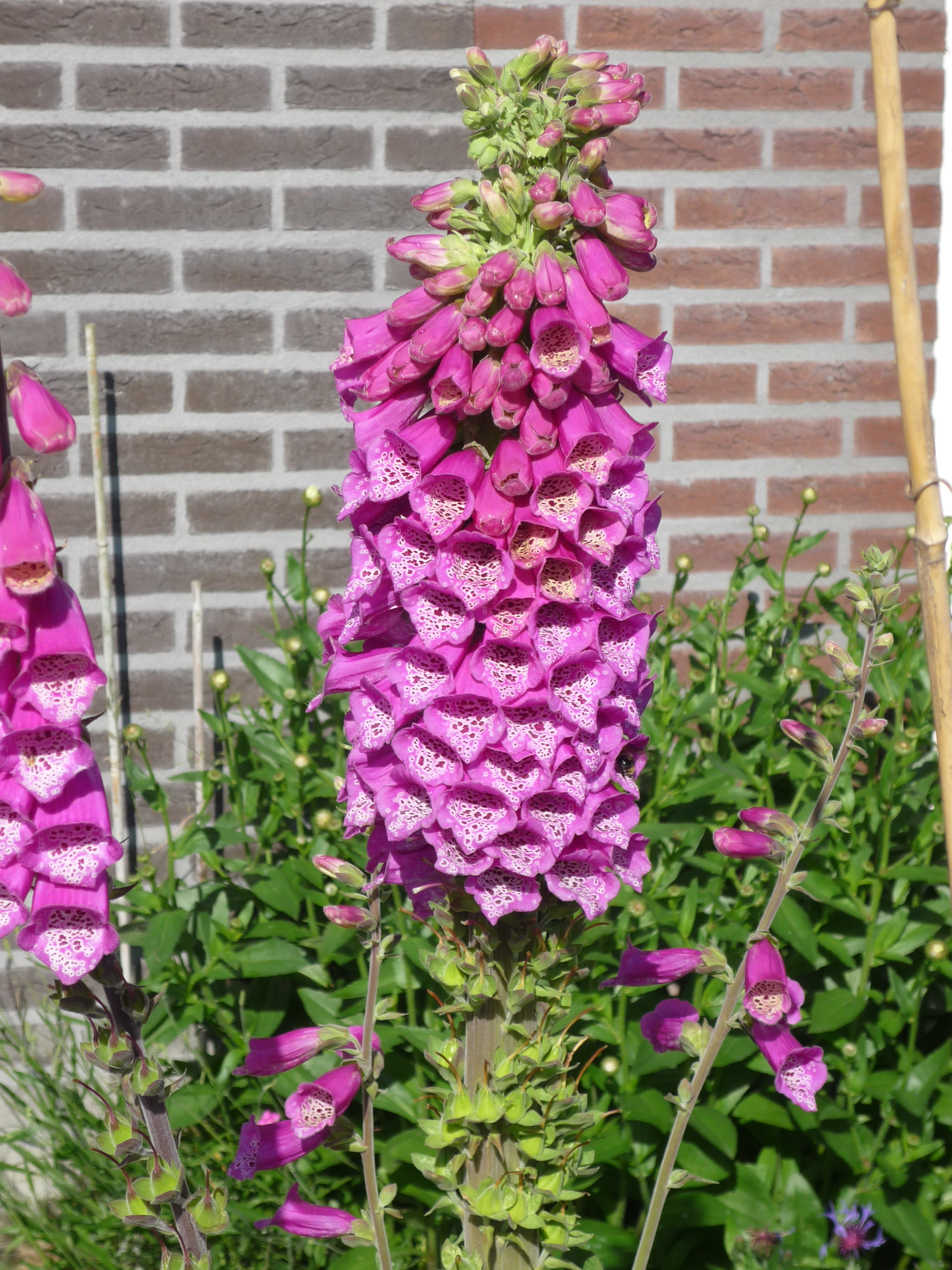
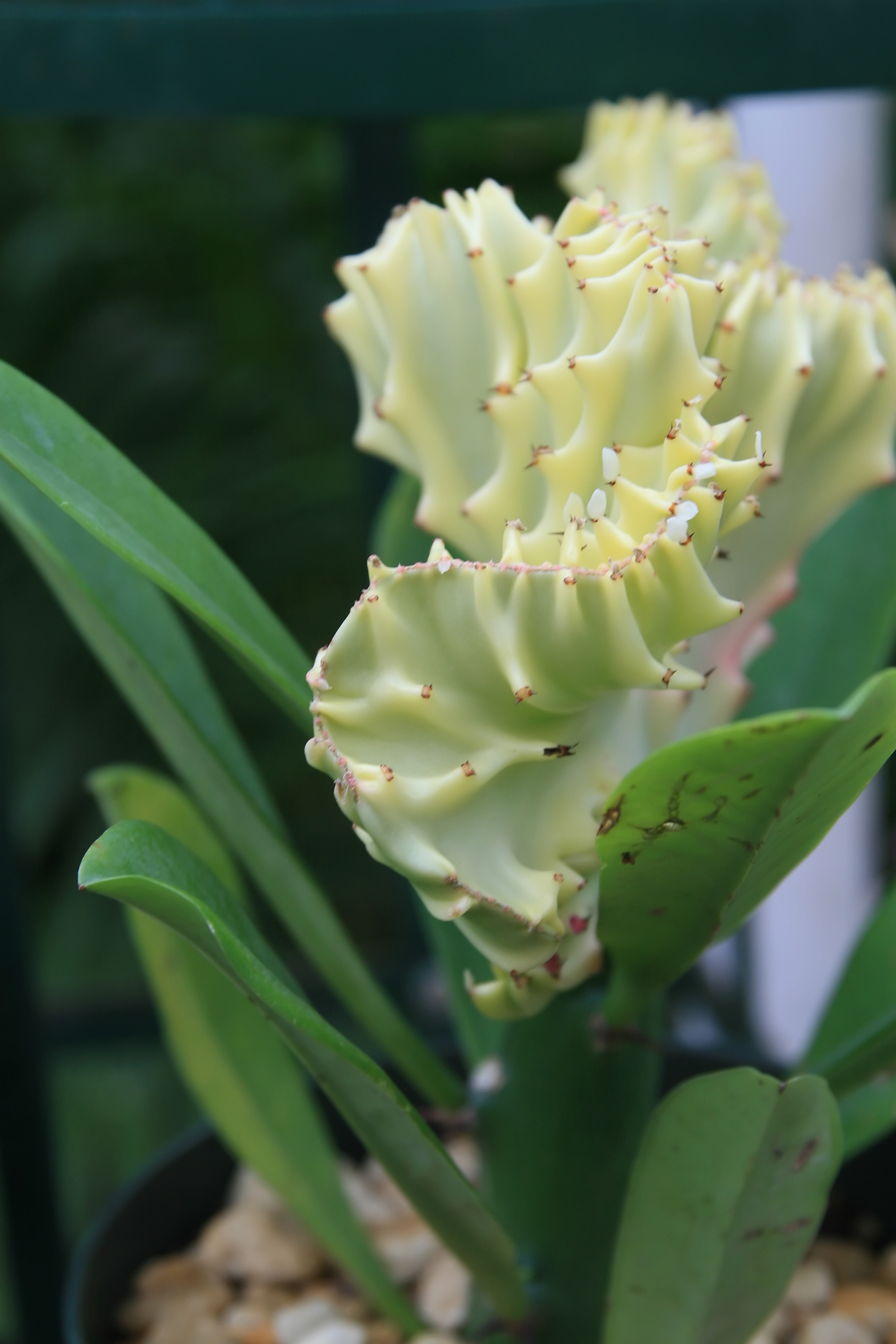
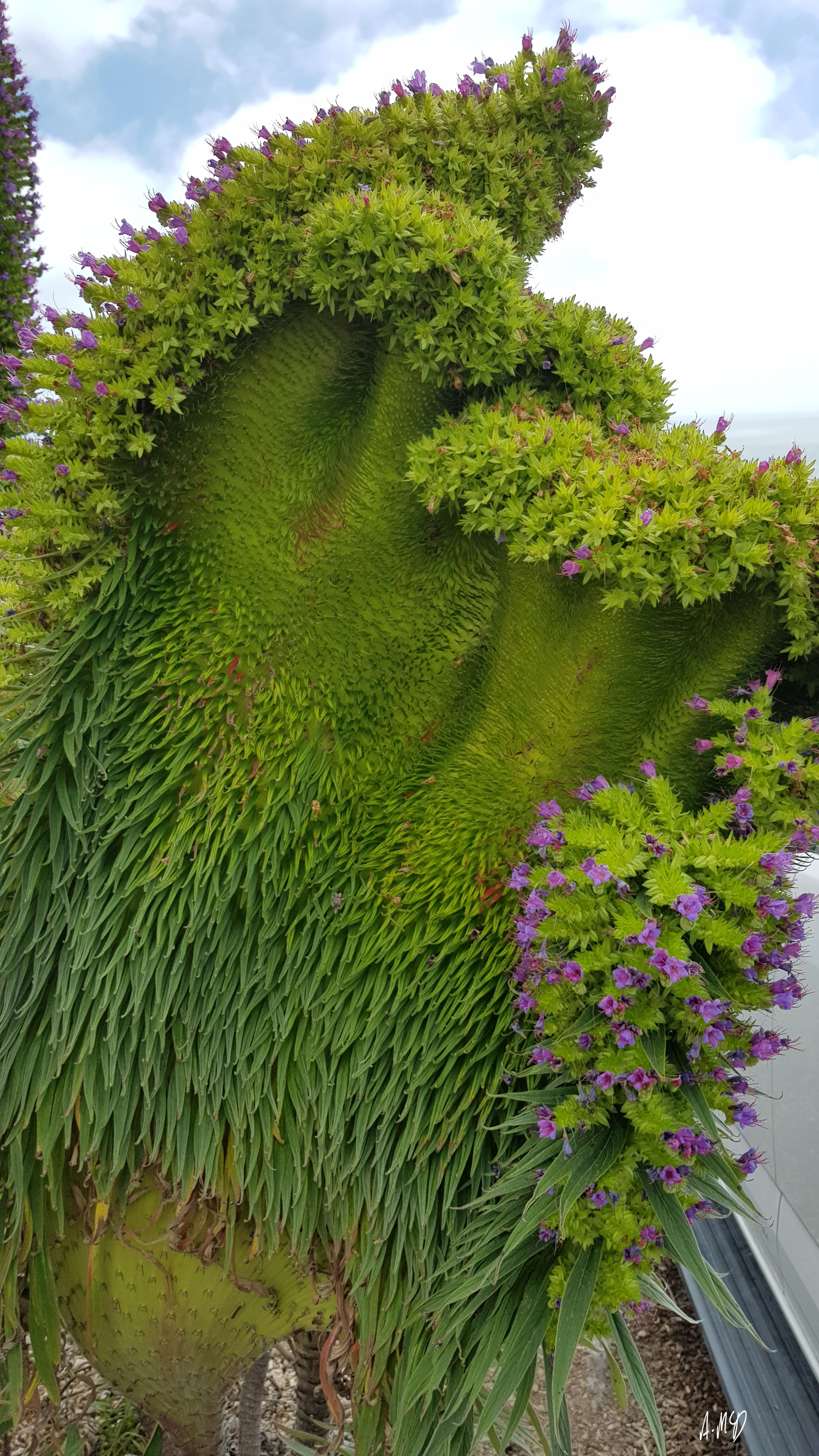
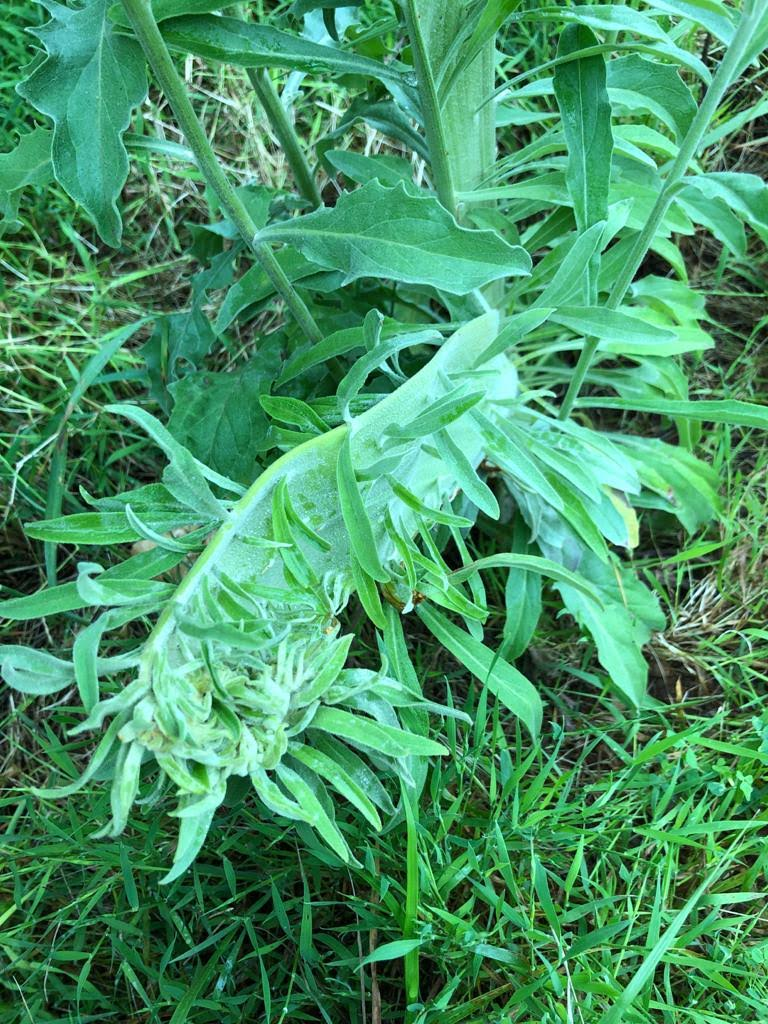
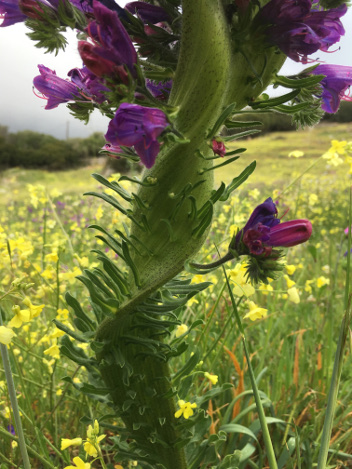
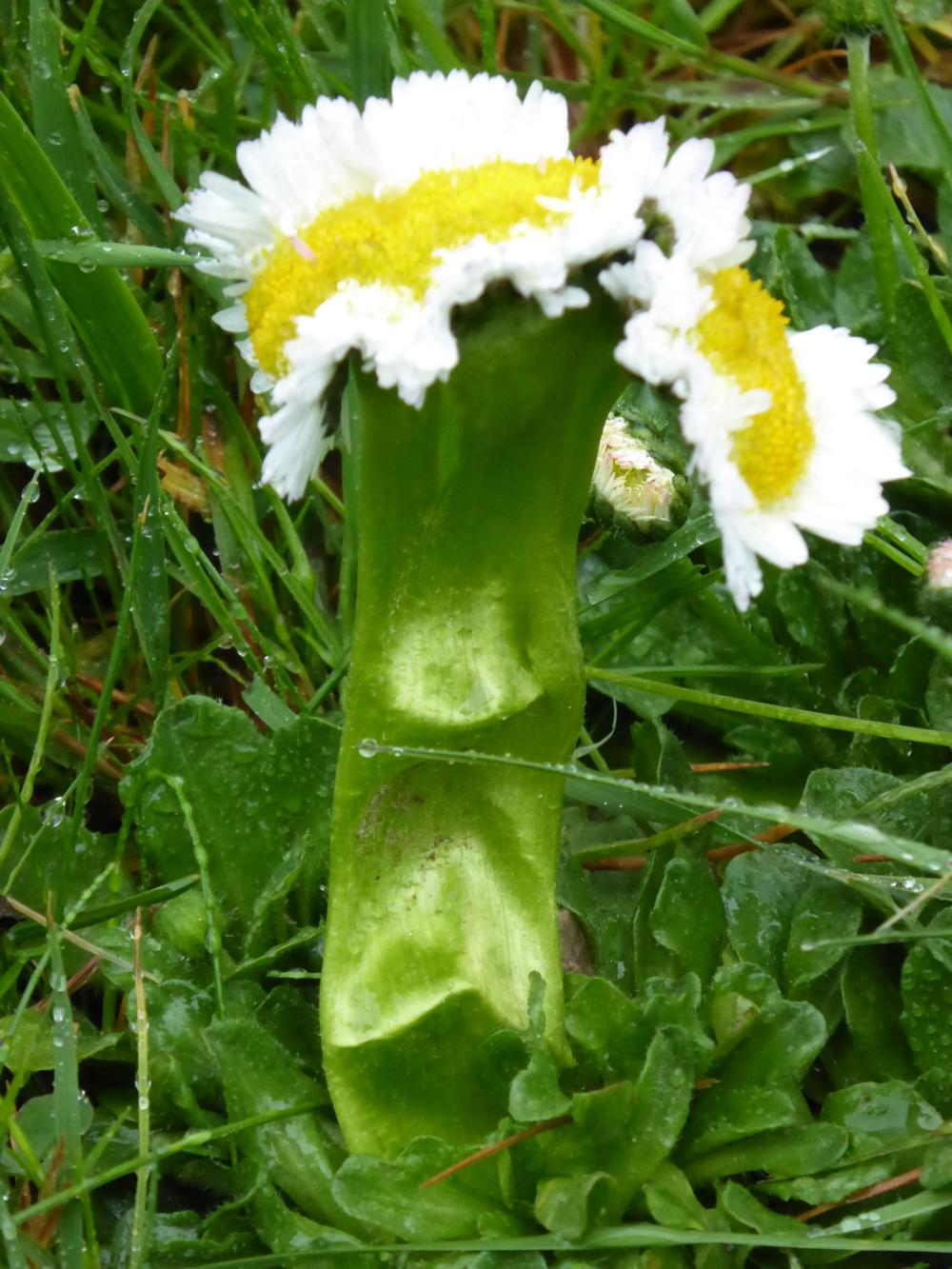
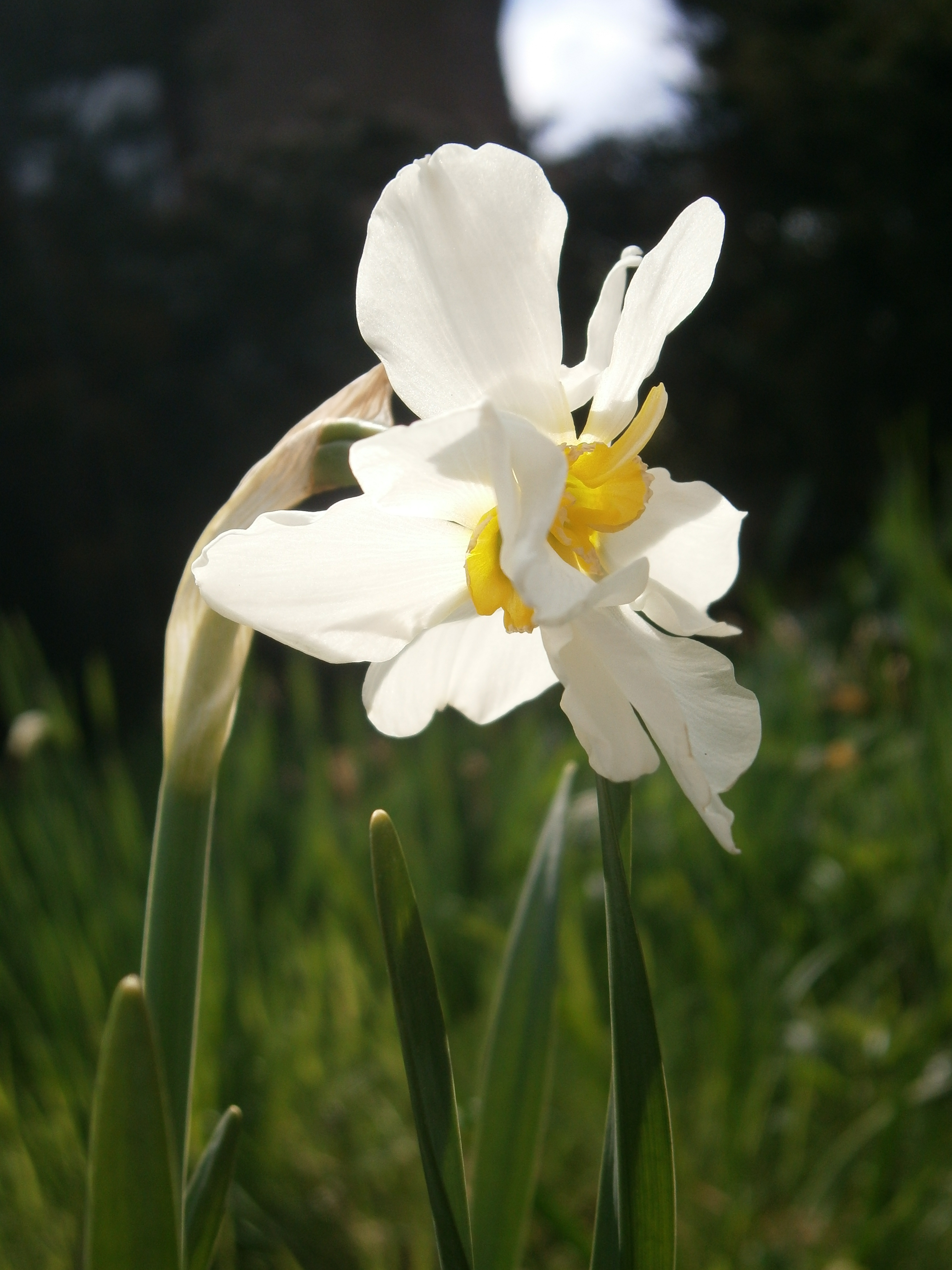